# Procris langbianensis
Procris langbianensis är en nässelväxtart som beskrevs av François Gagnepain. Procris langbianensis ingår i släktet Procris och familjen nässelväxter. Inga underarter finns listade i Catalogue of Life.